# Gnadenhutten (Ohio)

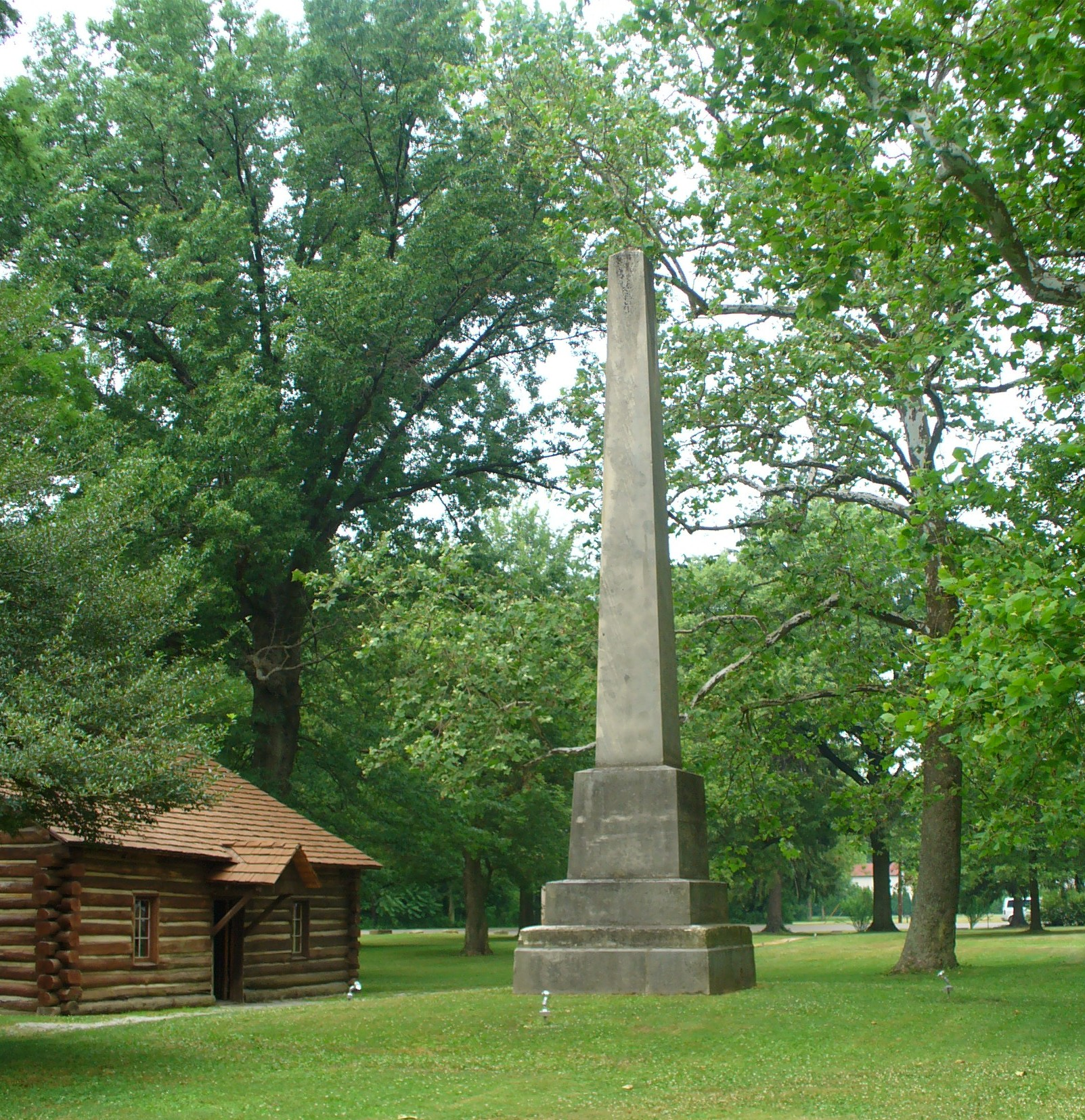
Denkmal für die Opfer in Gnadenhutten

Gnadenhutten ist eine Gemeinde am Tuscarawas River im Tuscarawas County, Ohio, Vereinigte Staaten. Die Bevölkerung betrug 1280 Einwohner nach der Volkszählung im Jahr 2000. Gnadenhutten ist das älteste heute noch existierende Dorf in Ohio. Es wurde von David Zeisberger um 1772 gegründet und nach seiner Zerstörung beim Gnadenhütten-Massaker von 1782 durch John Heckewelder im Jahr 1798 wieder aufgebaut.

## Geschichte
Der Ort wurde als Gnadenhütten wie das gleichnamige Dorf Gnadenhütten in Pennsylvania, das 1755 Opfer eines ersten Gnadenhütten-Massakers geworden war, als eine Siedlung der Deutschen Herrnhuter Brüdergemeine gegründet. Lenni-Lenape-Indianer schlossen sich an. Diese Gemeinschaft blieb neutral während des Amerikanischen Unabhängigkeitskrieges, aber sechsundneunzig von ihnen wurden von amerikanischen Revolutionären im Gnadenhütten-Massaker von 1782 niedergemetzelt.
Im Jahr 1872 wurde im Zentrum des ehemaligen Indianerdorfs neben Blockhütten im Originalstil ein Denkmal errichtet.

## Demografie
Nach der Volkszählung im Jahr 2000 lebten in Gnadenhutten 1.280 Menschen. Davon wohnten 4 Personen in Sammelunterkünften, die anderen Einwohner lebten in 513 Haushalten und 377 Familien. Die Bevölkerungsdichte betrug 208 Einwohner pro Quadratkilometer. Es wurden 539 Wohneinheiten erfasst. Ethnisch betrachtet setzte sich die Bevölkerung zusammen aus 99,5 Prozent weißer Bevölkerung und 0,1 Prozent Afroamerikanern; 0,5 Prozent gaben die Abstammung von mehreren Ethnien an. 0,2 Prozent der Einwohner waren spanischer oder lateinamerikanischer Abstammung.
Von den 513 Haushalten hatten 30,4 Prozent Kinder oder Jugendliche, die mit ihnen zusammen lebten. 62,8 Prozent waren verheiratete, zusammenlebende Paare, 7,6 Prozent waren allein erziehende Mütter und 26,5 Prozent waren keine Familien. 24,2 Prozent waren Singlehaushalte und in 14,6 Prozent lebten Menschen im Alter von 65 Jahren oder darüber. Die durchschnittliche Haushaltsgröße betrug 2,49, die durchschnittliche Familiengröße 2,94 Personen.
Die Bevölkerung verteilte sich auf 23,8 Prozent unter 18 Jahren, 8,9 Prozent von 18 bis 24 Jahren, 26,5 Prozent von 25 bis 44 Jahren, 21,5 Prozent von 45 bis 64 Jahren und 19,4 Prozent von 65 Jahren oder älter. Das durchschnittliche Alter (Median) betrug 39 Jahre. Auf 100 weibliche Personen kamen 86,9 männliche Personen und auf 100 erwachsene Frauen ab 18 Jahren kamen 83,8 Männer.
Das jährliche Durchschnittseinkommen eines Haushalts (Median) betrug 34.286 US-$, das Durchschnittseinkommen einer Familie 38.000 $. Männer hatten ein Durchschnittseinkommen von 32.026 $, Frauen 20.526 $. Das Pro-Kopf-Einkommen betrug 15.961 $. Unter der Armutsgrenze lebten 9,3 Prozent der Familien und 8,8 Prozent der Einwohner.